# Stellidia nivosita
Stellidia nivosita är en fjärilsart som beskrevs av William Schaus 1904. Stellidia nivosita ingår i släktet Stellidia och familjen nattflyn. Inga underarter finns listade i Catalogue of Life.